# Почаев
Поча́ев (укр. Почаїв) — город в Кременецком районе Тернопольской области Украины. Административный центр Почаевской городской общины. Расстояние до Тернополя — 62 км.

## Географическое положение
Город Почаев находится на севере Тернопольской области в 5 км от левого берега реки Иква, примыкает к селу Старый Почаев, на одной из возвышенностей низкогорной пряди Вороняков (части Гологоро-Кременецкого кряжа).

## Население
По состоянию на 1 ноября 2020 года численность населения составляла 7 737 человек.

### Языковой состав
Родной язык населения по данным переписи 2001 года:
| Язык       | Численность, чел. | Доля     |
| ---------- | ----------------- | -------- |
| Украинский | 7 853             | 97,83 %  |
| Русский    | 137               | 1,71 %   |
| Другой     | 37                | 0,46 %   |
| Итого      | 8 027             | 100,00 % |

## История
Поселение известно с 1450 года.
После третьего раздела Речи Посполитой в 1795 году Новый Почаев вошёл в состав Российской империи и в дальнейшем был отнесён в Кременецкий уезд Волынской губернии.
По переписи 1897 года численность населения составляла 2 тыс. человек, здесь действовали почтово-телеграфная контора, низшая сельскохозяйственная школа, аптека, а также несколько гостиниц и торговых лавок.
После начала Первой мировой войны селение оказалось в прифронтовой зоне и 24 августа 1915 года было оккупировано австро-венгерскими войсками, но летом 1916 года было отбито русскими войсками в ходе Брусиловского прорыва.
В сентябре 1939 года территория Почаева была взята под контроль Красной армией. 30 июня 1941 года Почаев был оккупирован немецкими войсками.
3 августа 1942 года команда СД при участии немецкой жандармерии и украинской полиции расстреляла 794 еврея, в том числе 182 мужчины, 384 женщины и 238 детей. Всего за годы оккупации гитлеровцы уничтожили более 2,5 тысяч мирных жителей, в результате чего посёлок прекратил своё существование. 20 марта 1944 года территория посёлка была освобождена войсками Первого Украинского фронта.
В 1950-х годах сёла Новый Почаев, Юридика, Березина и Новый Тараж были объединены в населённый пункт «Почаев», которому присвоили статус «посёлок городского типа».
По состоянию на начало 1975 года здесь действовали плодоовощной консервно-сушильный завод, хлебозавод, фабрика хозяйственно-бытовых товаров и фабрика пластмассовых изделий.
В 1978 году Почаеву был присвоен статус города.
В январе 1989 года численность населения составляла 10 019 человек, крупнейшими предприятиями в это время являлись производственное объединение «Иква» и овощеконсервный завод.
В 1997 году в честь города был переименован водолазный бот ВМ-152, перешедший под юрисдикцию Украины и включённый в состав Военно-морских сил Украины под наименованием морское водолазное судно U701 «Почаев».

## Экономика
- Почаевская фабрика по изготовлению мягкой мебели «Об’єднана мода»
- гостиница «Reikartz», отели «Почаїв» и «Софія»
- супермаркеты «Смаколик» и «Текко»

## Объекты социальной сферы
- Школа.
- ВПУ № 21.
- Дом культуры.
- Больница.
- Дом детского творчества и спорта.
- Центр предоставления социальных услуг Почаевского городского совета[13].

## Транспорт
Почаев находится в 25 км от железнодорожной станции Кременец. Через город проходят автомобильные дороги Р-26 и Т-2013. Расстояние до Тернополя — 62 км.

## Достопримечательности
- Свято-Успенская Почаевская лавра[10].
- Братская могила советских воинов.

## Галерея

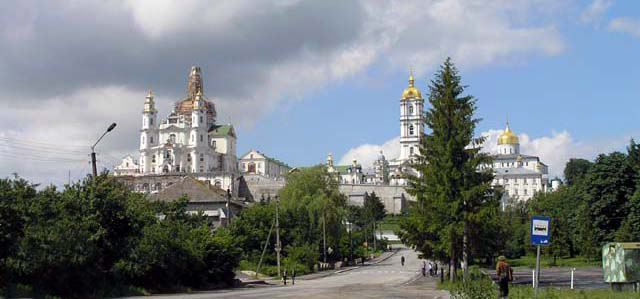
Почаевская лавра
Духовная семинария
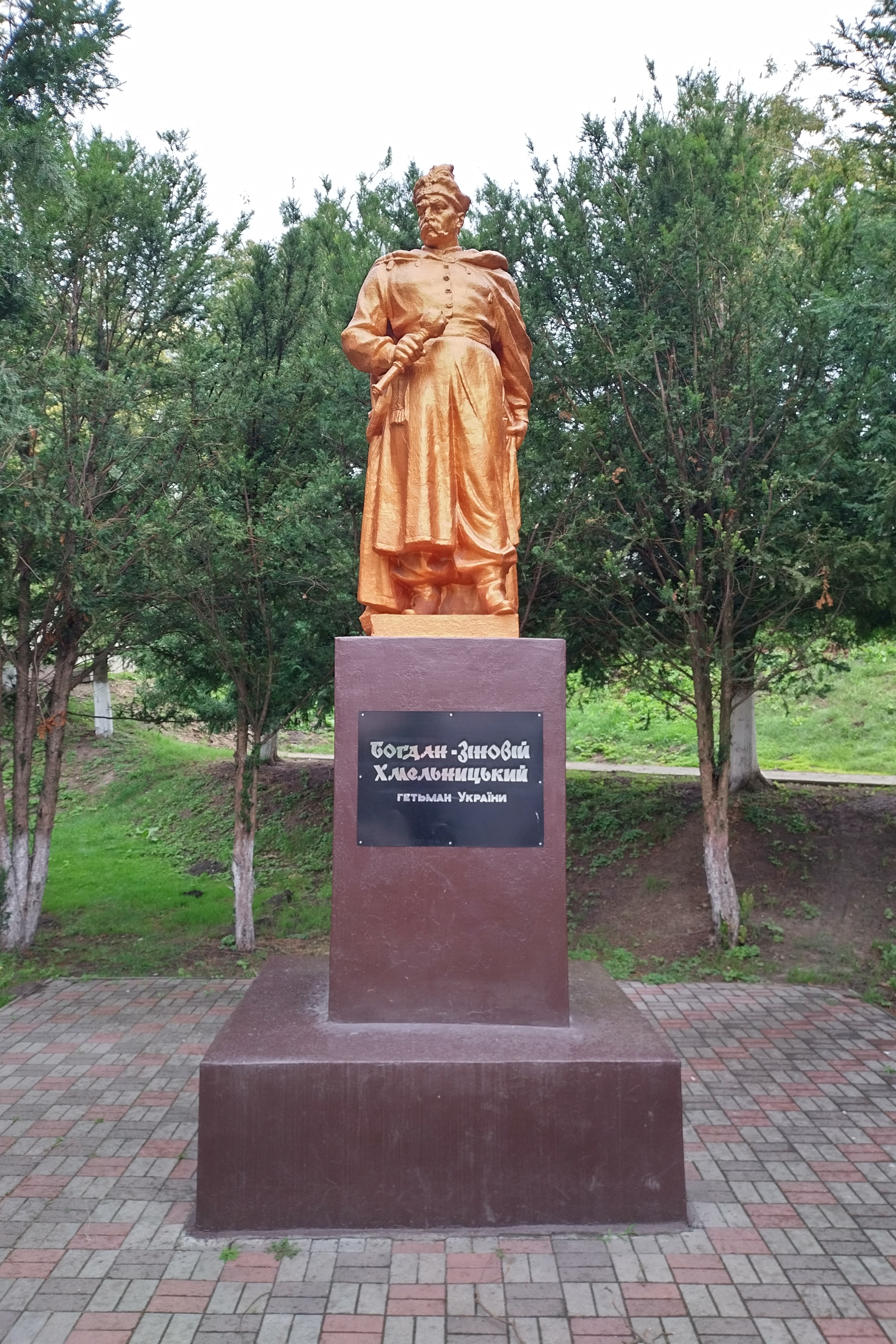
Памятник Богдану Хмельницкому
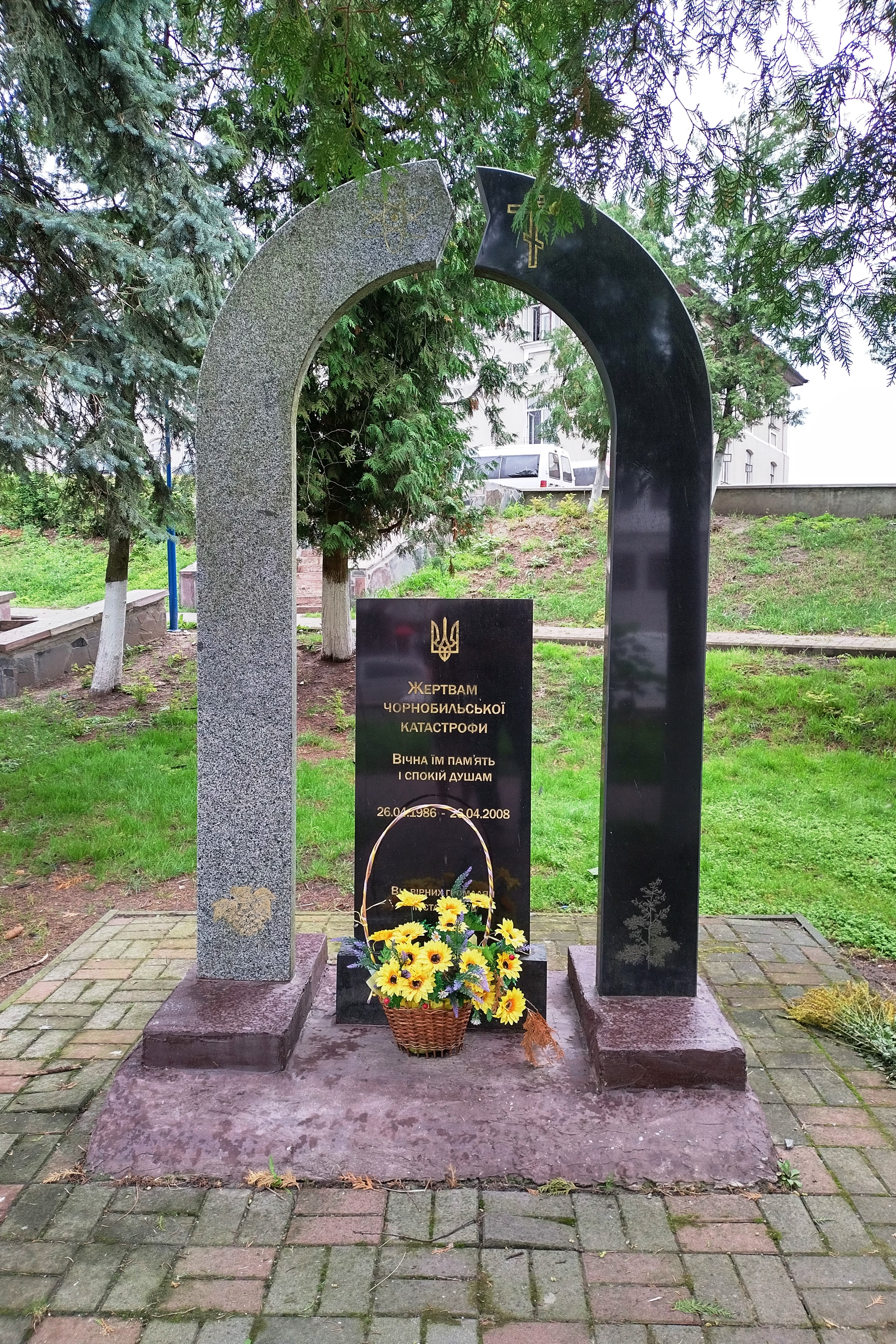
Памятник жертвам Чернобыльской катастрофы
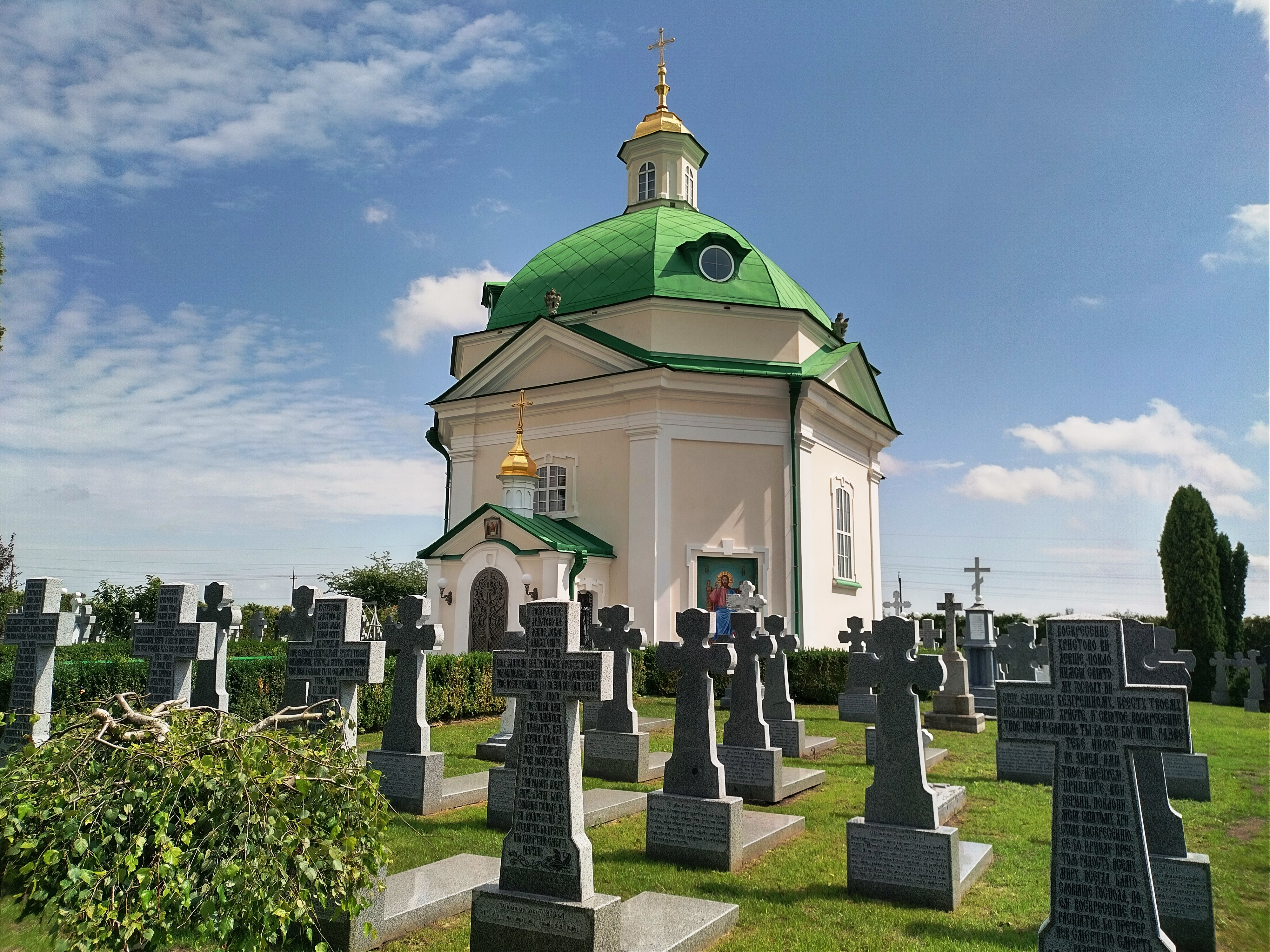
Монастырское кладбище Почаевской лавры
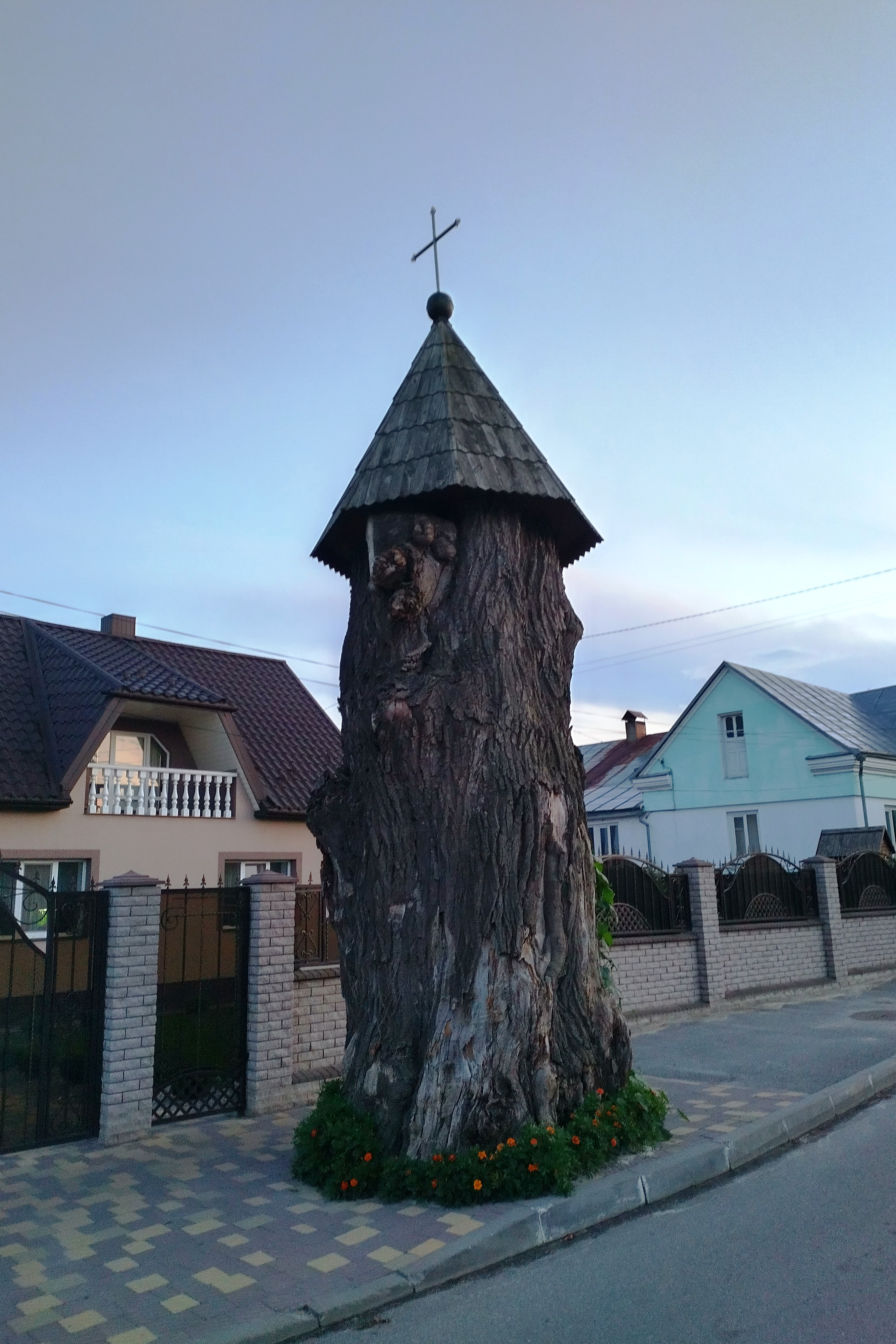
Часовня в стволе дерева
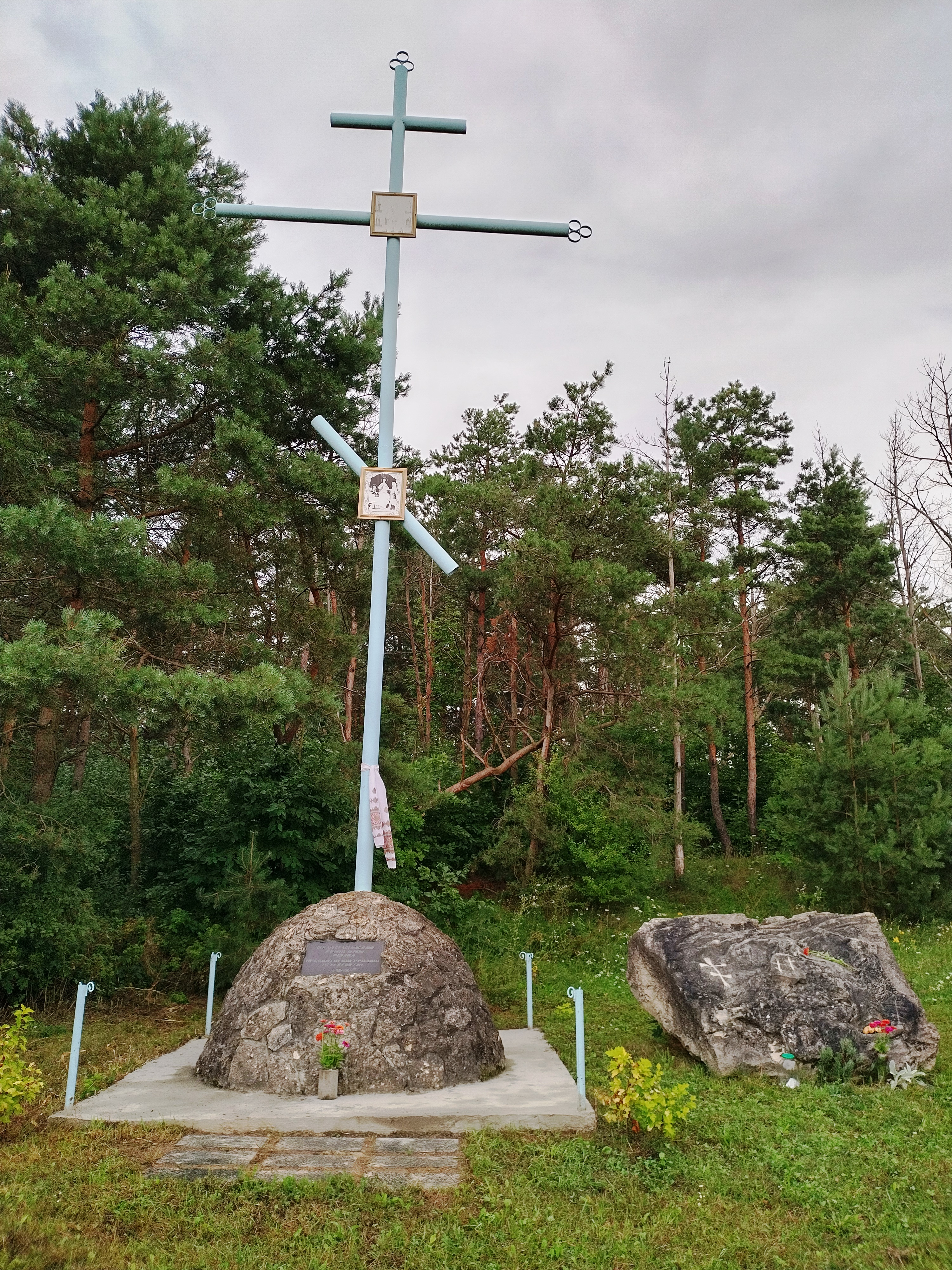
Крест в честь церкви Рождества Пресвятой Богородицы на Лысой горе